# Nationaal park Færder

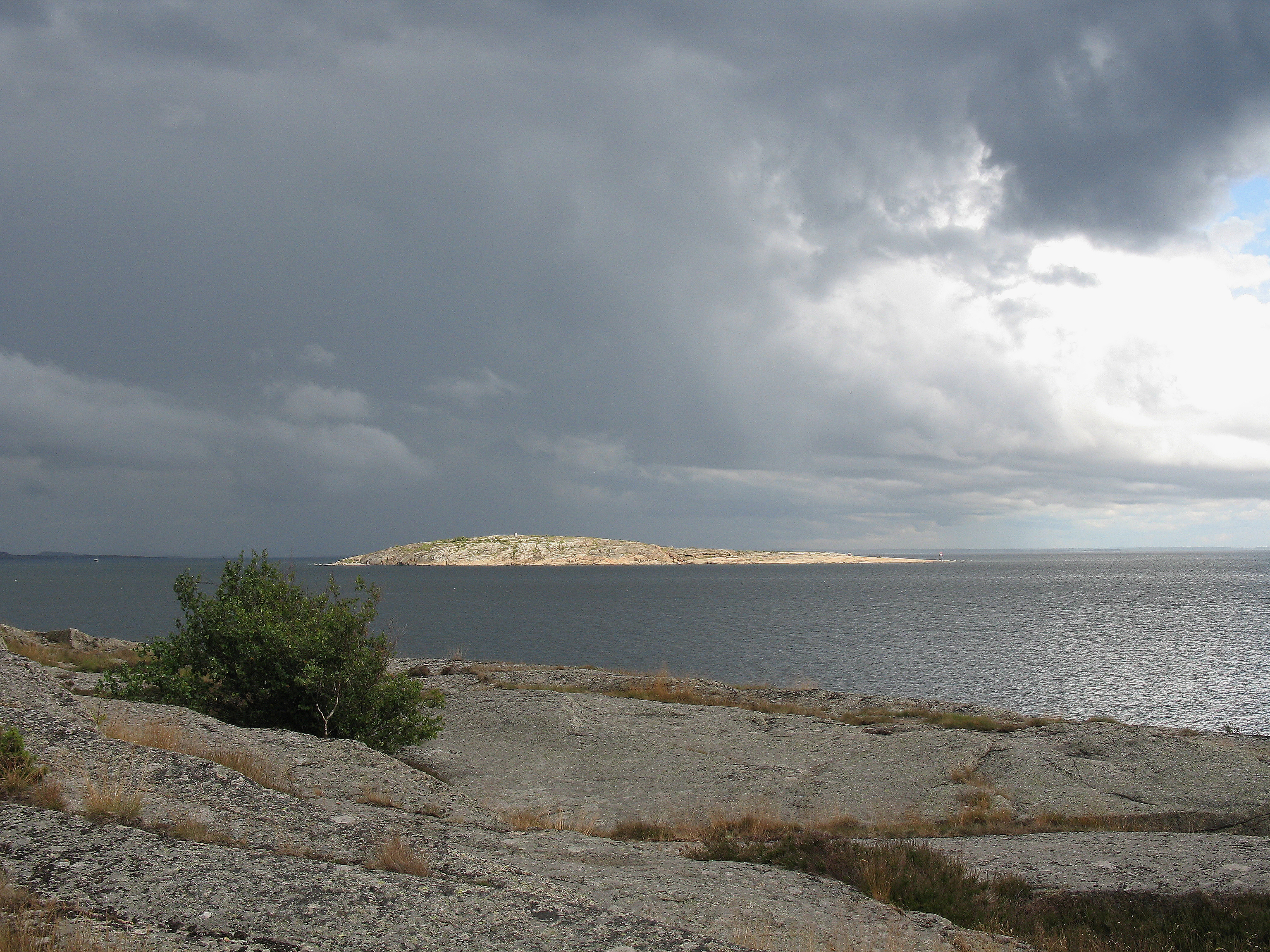
eiland Leistein, Nationaal park Færder

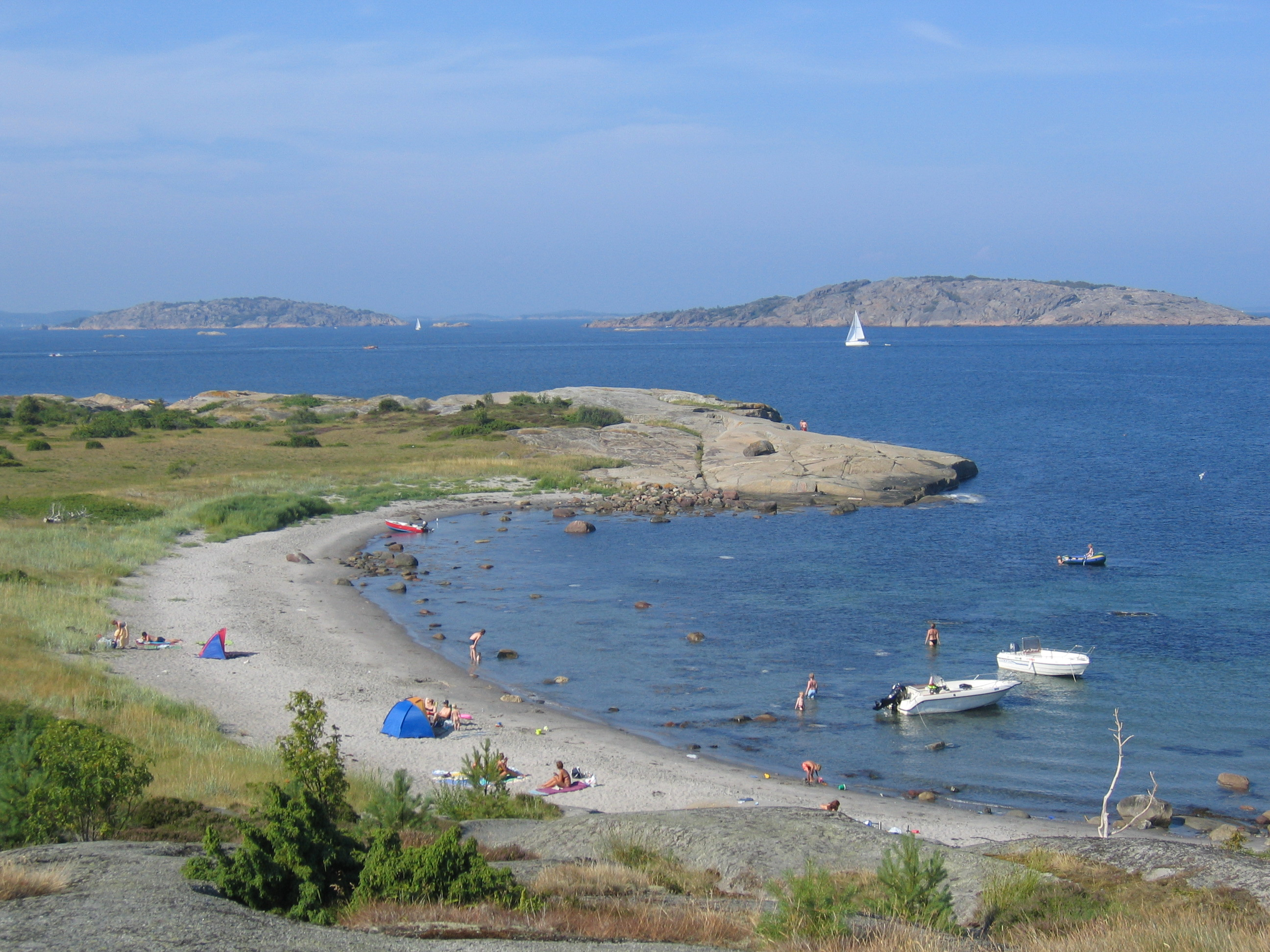
Sandøya, Nationaal park Færder

Nationaal park Færder (Noors: Færder nasjonalpark) is een nationaal park in Vestfold in Noorwegen dat in 2013 werd opgericht. Het park is 340 vierkante kilometer groot (waaronder 325 vierkante kilometer zeegebied). Het park beschermt de kust en talloze eilandjes in het buitenste deel van de Oslofjord.